# Dear Reader
Dear Reader es una banda rock alternativo formada Johannesburgo, Sudáfrica. La banda fue fundada en 2008 por la cantautora Cherilyn MacNeil y el productor y bajista Darryl Torr. Dear Reader es ahora el proyecto en solitario de Cherilyn MacNeil y tiene su sede en Berlín, Alemania.

## Historia

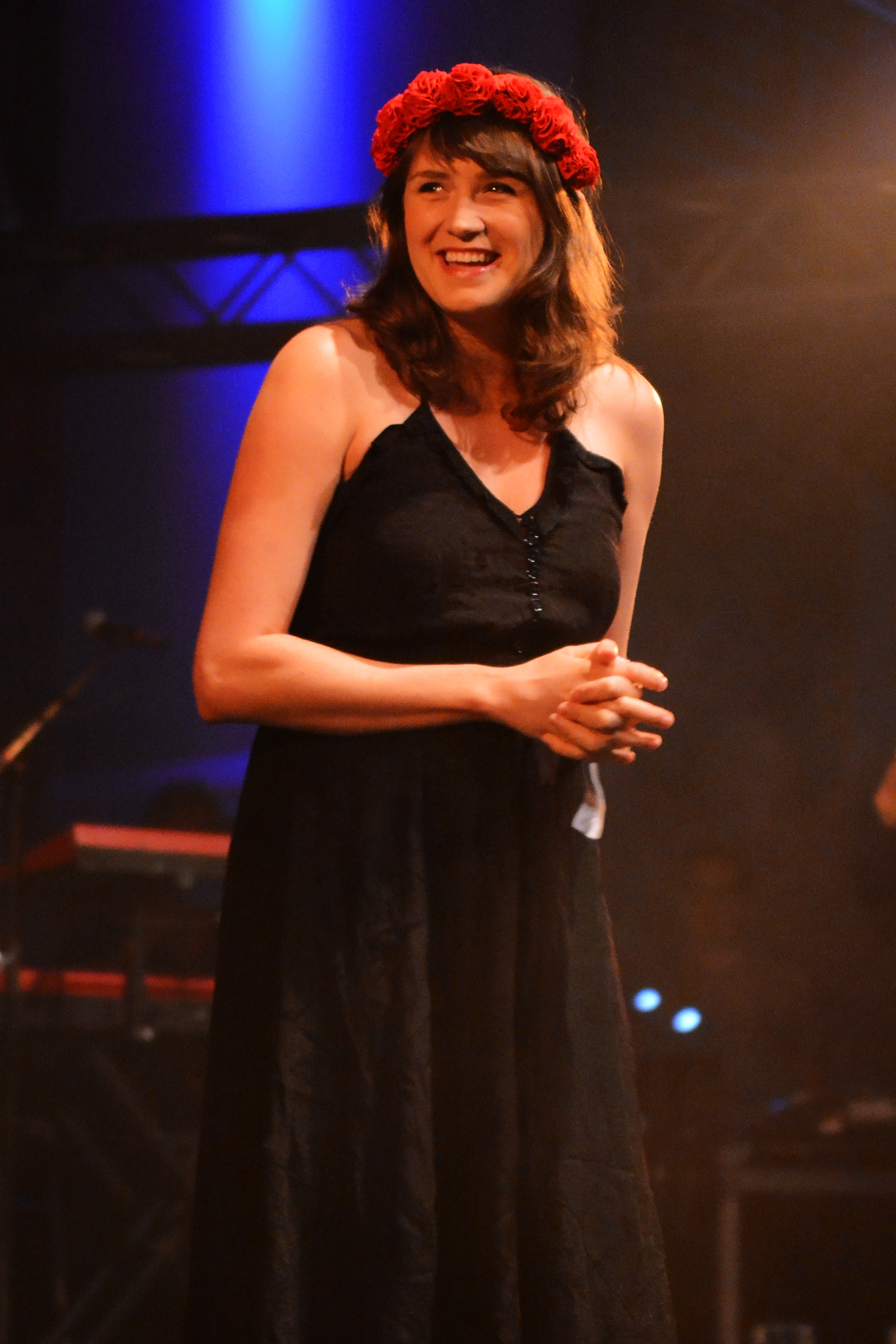
Cherilyn MacNeil 2014

Antes de 2008, MacNeil y Torr se presentaron bajo el nombre de Harris Tweed. Bajo este nombre, la banda tuvo éxito comercial y ganó premios en Sudáfrica. El dúo cambió su nombre a Dear Reader luego de recibir amenazas legales de Harris Tweed Authority.
En 2008 grabaron su primer álbum llamado, Replace Why with Funny. El álbum fue producido por Brent Knopf. Poco después, firmaron un acuerdo de licencia con el sello indie con sede en Berlín, City Slang, y el álbum fue lanzado en febrero de 2009.
En 2010, Replace Why with Funny ganó el premio al mejor álbum contemporáneo en inglés para adultos en los South African Music Awards.
En 2010, MacNeil y Torr se separaron amistosamente y Cherilyn se mudó a Berlín, donde escribió el material para el álbum Dear Reader, Idealistic Animals. El álbum fue grabado en Leipzig, Alemania y Portland, Oregón, de nuevo con la ayuda de Brent Knopf y varios otros amigos y músicos.
Idealistic Animals se lanzó en Alemania y Sudáfrica en septiembre de 2011 y en Europa y el Reino Unido en noviembre de 2011. El álbum fue nominado al Mejor Álbum Alternativo en los South African Music Awards de 2012.
En 2012 MacNeil comenzó a trabajar en el seguimiento de Idealistic Animals. Esta vez, MacNeil produjo el álbum ella misma, y grabó y editó la mayor parte en su apartamento de una habitación en Berlín. MacNeil reclutó a Eli Crews para mezclar el disco, y llamó al cuarto álbum, Rivonia, después del suburbio en Johannesburgo donde creció. Cada canción del álbum es una historia inspirada en la historia de Sudáfrica. El álbum fue lanzado en Europa y Sudáfrica en abril de 2013, y fue nominado para dos Premios de Música de Sudáfrica en 2014.
En abril de 2013, Dear Reader tocó en vivo un concierto de radio con Babelsberg Film Orchestra, que grabaron y lanzaron en diciembre de 2013 como un álbum en vivo con el nombre We Followed Every Sound.
En febrero de 2016 MacNeil viajó a San Francisco para grabar un nuevo álbum con John Vanderslice en su estudio, Tiny Telephone. El álbum fue grabado completamente en cinta durante un período de dos semanas con músicos locales del área de la bahía, y fue producido y mezclado por Vanderslice. MacNeil le dio el título al álbum Day Fever y el álbum se lanzará a través de City Slang en todo el mundo el 24 de febrero de 2017.

## Discografía

### Álbumes de estudio
- Replace Why with Funny (2009)
- Idealistic Animals (2011)
- Rivonia (2013)
- Day Fever (2017)

### Álbum en vivo
- We Followed Every Sound (2013)

- Datos: Q1181201
- Multimedia: Dear Reader / Q1181201